# Port lotniczy Varanasi
Port lotniczy Varanasi (IATA: VNS, ICAO: VIBN) – port lotniczy położony 18 km na północny zachód od centrum Varanasi, w stanie Uttar Pradesh, w Indiach.